# Галли (город, Миннесота)
Галли (англ. Gully) — город в округе Полк, штат Миннесота, США. На площади 5,2 км² (5,2 км² — суша, водоёмов нет), согласно переписи 2002 года, проживают 106 человек. Плотность населения составляет 20,4 чел./км².
- Телефонный код города — 218
- Почтовый индекс — 56646
- FIPS-код города — 27-26270[1]
- GNIS-идентификатор — 0644533[2]